# Ulryk z Augsburga
Ulryk z Augsburga, także Udalryk (łac. Udalricus, niem. Ulrich von Augsburg, ur. w 890 roku w Wittislingen k. Dillingen w Szwabii, zm. 4 lipca 973 roku w Augsburgu w Bawarii) – od 28 grudnia 923 roku biskup Augsburga, święty Kościoła katolickiego.
Był synem hrabiego Hucpalda (Hupalda, Hucbalda) von Dillingen, spokrewnionego przez matkę z dynastią cesarską Ludolfingów oraz Ditpirchy (Theotbergi, Thietburgi, Dietburgi) z rodziny Burchardingerów.
Wychowywał się i pobierał nauki od siódmego roku życia w benedyktyńskim opactwie w St. Gallen. W 906 roku oddano go pod opiekę biskupa Augsburga. Został szambelanem biskupów augsburskich, a następnie przyjął święcenia kapłańskie.
Król Niemiec Henryk I Ptasznik mianował go w 923 r. biskupem tej diecezji; sakrę przyjął 28 grudnia tegoż roku. W czasie najazdu Węgrów 8 i 9 sierpnia 955 r. dowodził obroną Augsburga. Następnego dnia, 10 sierpnia, wyekspediował pod dowództwem
swego brata Dietpolda silny oddział, który, dołączywszy do wojsk króla Ottona I, wziął udział w zwycięskiej bitwie z Madziarami nad pobliską rzeką Lech.
Był budowniczym silnej pozycji Kościoła w X w. Dbał o poszczególne parafie i wyposażenie świątyń, wspierał budowę kościołów i zakładanie klasztorów. Dwa razy do roku przewodniczył w Augsburgu synodom diecezjalnym. Systematycznie wizytował diecezje, a co cztery lata w głównych parafiach diecezji sprawował sądy. Swoją postawą dawał przykład całemu klerowi diecezjalnemu: regularnie osobiście odprawiał msze, głosił kazania i udzielał sakramentów.
Udalryk zmarł 4 lipca 973 r. po pięćdziesięcioletniej posłudze biskupiej. Ceremonii pogrzebowej przewodniczył jego przyjaciel, Wolfgang z Ratyzbony. Pochowano go w stojącym już za murami miejskimi Augsburga kościele św. Afry (obecnie Bazylika św. Ulryka i św. Afry). Biskup Liutold wybudował nad grobem Ulryka kaplicę, która rychło stała się celem licznych pielgrzymek. Jan XV zaliczył go w poczet świętych 4 lipca 993.
Błędnie uważany jest za pierwszego świętego kanonizowanego oficjalnie przez papieża.
Ulryk jest patronem miast: Szwabii, Augsburga i St. Ulrich w Val Gardena (niem. Grödnertal, dzisiejsze Ortisei).
Patronuje winiarzom, rybakom i podróżującym. Przeciw chorobom oczu szukano pomocy w licznych „źródełkach św. Ulryka”. Jest również orędownikiem w czasie niepogody, przy morskiej chorobie, pladze myszy i po pogryzieniu przez psa.
Jego wspomnienie liturgiczne obchodzone jest za Martyrologium Rzymskim w dzienną pamiątkę śmierci (4 lipca) a kult żywy jest dzięki wielu parafiom których jest patronem.